# 平安大将棋
平安大将棋（へいあんだいしょうぎ）は、日本の将棋類の一つであり、二人で行なうボードゲーム（盤上遊戯）の一種である。
1120年頃の書とされる習俗辞典『二中歴』に平安将棋とともに掲載されている将棋である。この中では単なる「大将棋」という名前であるが、後の15×15マスの大将棋と区別してこう呼ばれる。

## 二中歴の記述
『二中歴』の「第十三 博棊歴」には、以下のような大将棋の記述がある。

又大将棊十三間云 玉将各住一方中 金将在脇 銀将在金之次 次有銀将 次有銅将 次有鐵将 次有香車 銅将不行四隅 鐵将不行後三方 又横行在王之頂方 行前一歩左右不云多少 又有猛虎在銀之頂 行四角一歩 飛龍在桂馬之上 行四隅超越 奔車在香車之頂 行前後不云多少 注人在中心歩兵之頂 行前後如是 一方如此行方准之

読み下すと以下のようになる。銀将の記述が重複しており、桂馬の記述が抜けている。「玉将各住一方中」から双玉であったと読み取れる一方で、「玉将」と「王」が混在していることから、玉将と王将の区別があったとも取れる。

また、大将棋十三間にいわく、玉将はおのおの一方の中に住（じゅう）し、金将は脇にあり、銀将は金の次にあり。次に銀将あり、次に銅将あり、次に鉄将あり。次に香車あり、銅将は四隅に行かず、鉄将は後ろ三方に行かず。また、横行は王の頂方にあり。前一歩に行き、左右は多少をいわず。また、猛虎あり、銀の頂にあり、四角一歩に行く。飛龍は桂馬の上にあり、四隅に行き超越す。奔車は香車の頂にあり、前後に行くこと多少をいわず。注人は中心歩兵の頂にあり、前後に行くこと是のごとし。一方此のごとく行方是に準ぜよ。

## ルール

### 基本ルール
- 縦横13マスずつに区切られた将棋盤の上で行う。
- 駒は、平安将棋の6種類に銅将・鉄将・横行・猛虎・飛龍・奔車・注人を加えた13種類あり、それぞれ動きが決まっている。なお中将棋や大将棋の駒と同じ名前のものもあるが、全て動きが異なる。
- 平安将棋の記述に準じ、敵陣3段目に入れば玉将・金将以外のどの駒も金将に成れる[3]。
- 本将棋とは違い、取った駒を自らの持ち駒にはできない。
- 本将棋と同様に敵の玉将を詰ますと勝ちとなるが、敵を玉将だけにしても勝ちである。

### 初期配置図

#### 通説
現在一般的な説での初期配置図である。
| ▽香車  | ▽桂馬  | ▽鐵将  | ▽銅将  | ▽銀将  | ▽金将  | ▽玉将  | ▽金将  | ▽銀将  | ▽銅将  | ▽鐵将  | ▽桂馬  | ▽香車  |
| ▽奔車  | ▽飛龍  |        |        | ▽猛虎  |        | ▽横行  |        | ▽猛虎  |        |        | ▽飛龍  | ▽奔車  |
| ▽歩兵  | ▽歩兵  | ▽歩兵  | ▽歩兵  | ▽歩兵  | ▽歩兵  | ▽歩兵  | ▽歩兵  | ▽歩兵  | ▽歩兵  | ▽歩兵  | ▽歩兵  | ▽歩兵  |
|        |        |        |        |        |        | ▽注人  |        |        |        |        |        |        |
|        |        |        |        |        |        |        |        |        |        |        |        |        |
|        |        |        |        |        |        |        |        |        |        |        |        |        |
|        |        |        |        |        |        |        |        |        |        |        |        |        |
|        |        |        |        |        |        |        |        |        |        |        |        |        |
|        |        |        |        |        |        |        |        |        |        |        |        |        |
|        |        |        |        |        |        | ▲ 注人 |        |        |        |        |        |        |
| ▲ 歩兵 | ▲ 歩兵 | ▲ 歩兵 | ▲ 歩兵 | ▲ 歩兵 | ▲ 歩兵 | ▲ 歩兵 | ▲ 歩兵 | ▲ 歩兵 | ▲ 歩兵 | ▲ 歩兵 | ▲ 歩兵 | ▲ 歩兵 |
| ▲ 奔車 | ▲ 飛龍 |        |        | ▲ 猛虎 |        | ▲ 横行 |        | ▲ 猛虎 |        |        | ▲ 飛龍 | ▲ 奔車 |
| ▲ 香車 | ▲ 桂馬 | ▲ 鐵将 | ▲ 銅将 | ▲ 銀将 | ▲ 金将 | ▲ 玉将 | ▲ 金将 | ▲ 銀将 | ▲ 銅将 | ▲ 鐵将 | ▲ 桂馬 | ▲ 香車 |

### 駒の動き
平安将棋と共通している玉将・金将・銀将・桂馬・香車・歩兵は省略。
- ○はその位置に動ける。

|   | ○  |   |
| ○ | 銅 | ○ |
|   | ○  |   |

| ○ | ○  | ○ |
| ○ | 金 | ○ |
|   | ○  |   |

| ○ | ○  | ○ |
| ○ | 鉄 | ○ |
|   |    |   |

|   | ○  |   |
| ─ | 横 | ─ |
|   |    |   |

| ○ |    | ○ |
|   | 虎 |   |
| ○ |    | ○ |

| ＼ |    | ／ |
|    | 龍 |    |
| ／ |    | ＼ |

|  | │  |
|  | 車 |
|  | │  |

|  | ○  |
|  | 注 |
|  | ○  |

飛龍の動きについては、通説では上の表のように現代将棋の角行と同じ動きであるが、「斜めに1マス飛んで2マス目に進む」という説も最近提唱されている。